# One Call
One Call è un singolo del rapper statunitense Gunna, pubblicato il 1º febbraio 2019.

## Tracce
1. One Call – 3:16